# Gubben Grå
Gubben Grå är en återkommande figur i Stefan Sundströms låttexter. Gubben Grå skildras vanligtvis som en typisk osynlig, småbitter medelsvensson och är möjligen en gestaltning av den aspekten av visförfattarens egen personlighet.
Gubben Grå medverkar bland annat i låtarna "Gubben Grå på semester", "I fädrens spår" och "Hjärtat tar aldrig semester".